# Quadro de medalhas dos Jogos Pan-Americanos de 1975
| Quadro de Medalhas / Cidade do México 1975 | Quadro de Medalhas / Cidade do México 1975 | Quadro de Medalhas / Cidade do México 1975 | Quadro de Medalhas / Cidade do México 1975 | Quadro de Medalhas / Cidade do México 1975 | Quadro de Medalhas / Cidade do México 1975 |
| ------------------------------------------ | ------------------------------------------ | ------------------------------------------ | ------------------------------------------ | ------------------------------------------ | ------------------------------------------ |
| Pos.                                       | País                                       | Ouro                                       | Prata                                      | Bronze                                     | Total                                      |
| 1                                          | Estados Unidos                             | 117                                        | 82                                         | 48                                         | 247                                        |
| 2                                          | Cuba                                       | 56                                         | 45                                         | 33                                         | 134                                        |
| 3                                          | Canadá                                     | 19                                         | 35                                         | 40                                         | 94                                         |
| 4                                          | México                                     | 9                                          | 13                                         | 38                                         | 60                                         |
| 5                                          | Brasil                                     | 8                                          | 13                                         | 23                                         | 44                                         |
| 6                                          | Argentina                                  | 3                                          | 5                                          | 7                                          | 15                                         |
| 7                                          | Colômbia                                   | 2                                          | 4                                          | 4                                          | 10                                         |
| 8                                          | Equador                                    | 1                                          | 1                                          | 1                                          | 3                                          |
| 9                                          | Guiana                                     | 1                                          | 1                                          |                                            | 2                                          |
| 9                                          | Peru                                       | 1                                          | 1                                          |                                            | 2                                          |
| 11                                         | Porto Rico                                 |                                            | 3                                          | 7                                          | 10                                         |
| 12                                         | Panamá                                     |                                            | 2                                          | 2                                          | 4                                          |
| 13                                         | Venezuela                                  |                                            | 1                                          | 11                                         | 12                                         |
| 14                                         | República Dominicana                       |                                            | 1                                          | 7                                          | 8                                          |
| 15                                         | Jamaica                                    |                                            | 1                                          | 3                                          | 4                                          |
| 16                                         | Antilhas Holandesas                        |                                            | 1                                          |                                            | 1                                          |
| 16                                         | Trinidad e Tobago                          |                                            | 1                                          |                                            | 1                                          |
| 18                                         | Chile                                      |                                            |                                            | 2                                          | 2                                          |
| 18                                         | Uruguai                                    |                                            |                                            | 2                                          | 2                                          |
| 20                                         | Barbados                                   |                                            |                                            | 1                                          | 1                                          |
| 20                                         | Guatemala                                  |                                            |                                            | 1                                          | 1                                          |
| 20                                         | Nicarágua                                  |                                            |                                            | 1                                          | 1                                          |
| 20                                         | El Salvador                                |                                            |                                            | 1                                          | 1                                          |